# ディオニス・セサル
ディオニス・アレハンドロ・セサル・アルバレス（Dionys Alejandro Cesar Alvarez、1976年9月27日 - ）は、ドミニカ共和国のモンテ・プラタ州ヤマサ出身の元プロ野球選手（外野手、内野手）。右投げ両打ち。
CPBLでの登録名は迪歐。NPBでの登録名はセサル。

## 経歴
18歳でアメリカ合衆国に渡り、マイナーリーグやメキシカンリーグでプレー。当時はオークランド・アスレチックス、ミルウォーキー・ブルワーズ、シンシナティ・レッズ、モントリオール・エクスポズ、シカゴ・ホワイトソックス等の傘下チームを転々としたが、メジャー昇格は一度もなく3Aが最高。
2005年に退団したネルソン・カストロに代わって台湾の中信ホエールズに在籍。「迪歐」の登録名で8月28日から28試合に出場し、打率.307、本塁打1本、守備では8失策の記録を残した。
2006年にメキシカンリーグに戻り、アメリカ独立リーグへの移籍も重ねて2009年までプレーしていた。メキシコ行きの理由は金銭的な事情による物。子供が出来て家族を養う必要性が生じ、マイナーリーグの安い給料では生活に困窮するのに対し、本人曰く「メキシコでは月に18000ドルもらえるため、夏季リーグ5か月間・冬季リーグ3か月間で年間で15万ドル弱稼げる」ことからメキシコへと拠点を移したという。2009年メキシカンリーグで打率3割8分で首位打者を獲得。40盗塁を記録し盗塁王に輝きMVPにも選ばれた。

### 中日時代

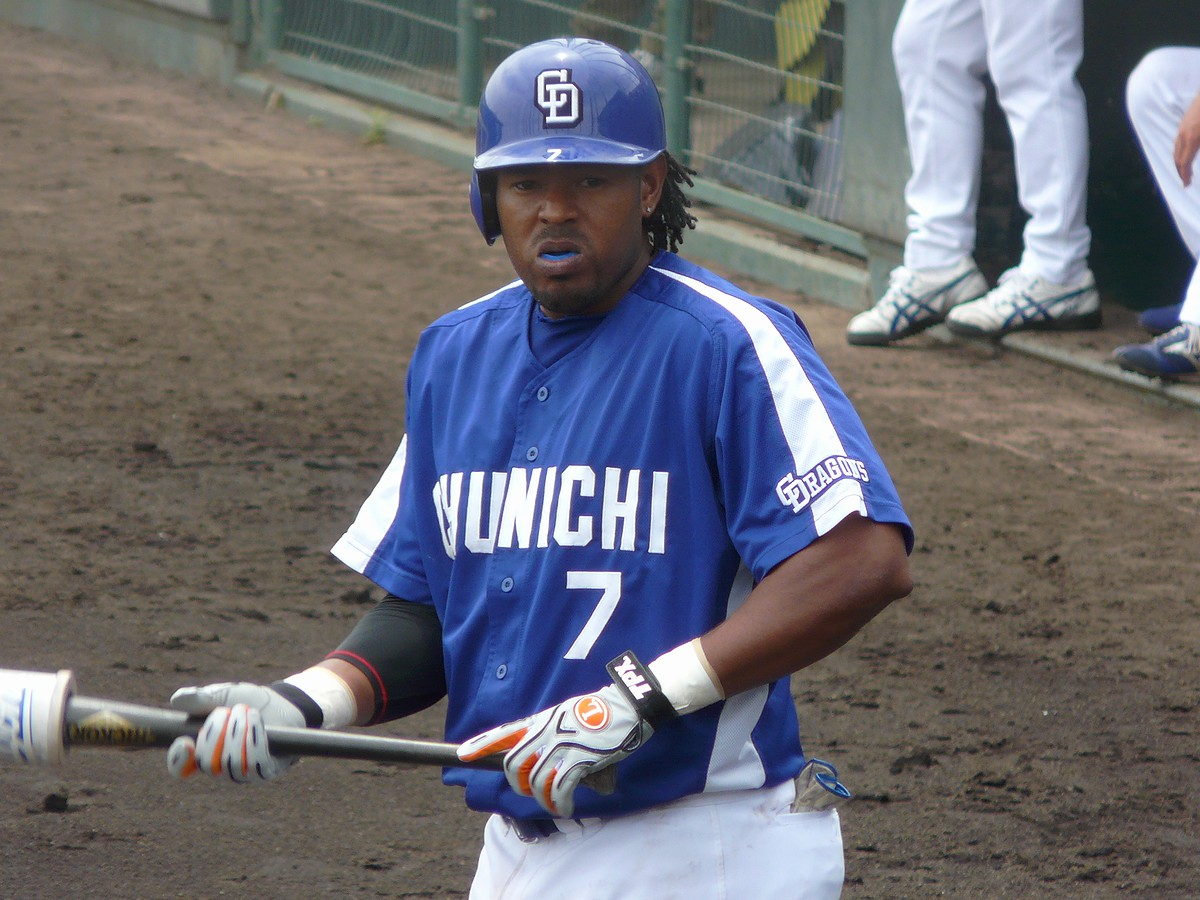
中日ドラゴンズ時代
(2010年5月9日)

2009年11月、ドミニカのウィンターリーグ期間中に中日ドラゴンズが行った入団テストに参加した際の動きが森繁和ヘッドコーチの目に留まり、同年12月11日に中日と契約を結んだ。年俸は25万ドル。
2010年のオープン戦は不振（規定打席に到達した者の中では最低打率の.119）だったが、広島東洋カープとの開幕戦で「2番・セカンド」として先発出場。開幕3戦目ではサヨナラ安打を放った（ただし、その試合では一時相手側の勝ち越しにつながるエラーを犯している）。しかし、好機で打てず、失策も多数犯すといった試合が続いたため、4月25日に二軍に降格した。この事について育成コーチのトマス・デラロサは「ブランコもセサルも能力は高いが、ブランコはナイターの試合後でも2時間の練習をする。その姿勢を見習うべきだ」と苦言を呈している。その後、二軍で結果が出ないながらも5月13日に再昇格を果たし、5月30日の福岡ソフトバンクホークス戦で来日初猛打賞、6月2日の対オリックス・バファローズ戦では、1試合4安打を果たし、ようやく日本の野球に慣れてきたかに見えた。しかし、6月4日の対千葉ロッテマリーンズ戦の守備中に、捕球範囲の飛球を追い越して落球した後、さらにフェンスに激突して負傷し、戦列を離れた。7月3日に再昇格。しかし、7月19日の対横浜ベイスターズ戦で、無死二・三塁の場面で見逃し三振、さらに平凡な飛球を落球し、この試合を最後に二軍降格した。その後二軍でも不振だったが、8月26日に昇格を果たした。しかし、またしても全く打てなかったため、8月29日に登録抹消され、10月3日にエドワード・バルデスと共に来年度契約を結ばないことが発表され、12日に自由契約公示された。
シーズン成績は、打率.215、1本塁打、10打点、出塁率.244、長打率.269、得点圏打率は.190だった。

### 中日退団後
2011年から再びメキシカンリーグでプレーし、2012年の8月に北米独立リーグに移籍。2013年はファーゴ・ムーアヘッド・レッドホークスに所属したが、6月にカムデン・リバーシャークスに移った。2014年秋はドミニカに戻り、アギラス・シバエーニャスの選手としてウィンターリーグに参加した。
2016年1月9日、万引き及びその隠蔽容疑でアリゾナ州フェニックスのマリコパ郡保安官事務所(Maricopa County Sheriff's Office)に逮捕された。
現在は、アリゾナ州でベースボールアカデミーを開業し運営。14〜19歳の子供を対象に野球の指導を行なっている。

## 詳細情報

### 年度別打撃成績
| 年 度     | 球 団     | 試 合 | 打 席 | 打 数 | 得 点 | 安 打 | 二 塁 打 | 三 塁 打 | 本 塁 打 | 塁 打 | 打 点 | 盗 塁 | 盗 塁 死 | 犠 打 | 犠 飛 | 四 球 | 敬 遠 | 死 球 | 三 振 | 併 殺 打 | 打 率 | 出 塁 率 | 長 打 率 | O P S |
| --------- | --------- | ----- | ----- | ----- | ----- | ----- | -------- | -------- | -------- | ----- | ----- | ----- | -------- | ----- | ----- | ----- | ----- | ----- | ----- | -------- | ----- | -------- | -------- | ----- |
| 2005      | 中信      | 28    | 120   | 114   | 14    | 35    | 3        | 2        | 1        | 45    | 12    | 9     | 2        | 0     | 0     | 6     | 0     | 0     | 16    | 3        | .307  | .342     | .395     | .736  |
| 2010      | 中日      | 51    | 194   | 186   | 16    | 40    | 7        | 0        | 1        | 50    | 10    | 2     | 4        | 1     | 0     | 7     | 0     | 0     | 45    | 8        | .215  | .244     | .269     | .512  |
| CPBL：1年 | CPBL：1年 | 28    | 120   | 114   | 14    | 35    | 3        | 2        | 1        | 45    | 12    | 9     | 2        | 0     | 0     | 6     | 0     | 0     | 16    | 3        | .307  | .342     | .395     | .736  |
| NPB：1年  | NPB：1年  | 51    | 194   | 186   | 16    | 40    | 7        | 0        | 1        | 50    | 10    | 2     | 4        | 1     | 0     | 7     | 0     | 0     | 45    | 8        | .215  | .244     | .269     | .512  |

### 記録
NPB
- 初出場・初先発出場：2010年3月26日、対広島東洋カープ1回戦（ナゴヤドーム）、2番・二塁手として先発出場
- 初安打：2010年3月27日、対広島東洋カープ2回戦（ナゴヤドーム）、6回裏にジャンカルロ・アルバラードから左前安打
- 初打点：2010年3月28日、対広島東洋カープ3回戦（ナゴヤドーム）、6回裏に横山竜士から二塁ゴロの間に記録
- 初本塁打：2010年3月31日、対東京ヤクルトスワローズ2回戦（明治神宮野球場）、3回表に館山昌平から右越ソロ
- 初盗塁：2010年4月13日、対横浜ベイスターズ4回戦（ナゴヤドーム）、1回裏に二盗（投手：スティーブン・ランドルフ、捕手：武山真吾）

### 背番号
- 34 （2005年）
- 7 （2010年）